# Montes Lushai
Los montes Lushai (también denominados montes Mizo) son una cordillera en Mizoram y Tripura, en el extremo nororiental de la India. La cordillera forma parte del sistema de montañas Patkai. Su cumbre más alta es Phawngpui, con 2.157 m s. n. m., también conocida como la «montaña azul».

## Flora y fauna
Los montes están cubiertos en su mallor parte por selva de bambú densa y sotobosque espeso, pero en la parte oriental, debido probablemente por una cantidad de precipitaciones menor, hay laderar cubiertas de prados abiertos, con arboledas de robles y pinos intercaladas con rododendros. 

## Habitantes
Los montes Lushai están habitados por la tribu Lusei y otras tribus de mizos, pero la población es muy escasa. 